# 布德暗沙
布德暗沙位于南中国海中沙群岛中沙大环礁南部边缘，东与美溪暗沙相距约1.3海里，西与波洑暗沙相距约8海里。整个暗沙全部在海面以下，最浅处水深约16米，等深线20米以上面积约2平方公里。1947年和1983年公布名称均为“布德暗沙”。